# Владимир Дубов
Владимир Владимиров Дубов (на украински: Владімір Владіміров Дубов) е украинско-български борец.
Роден е на 20 февруари 1988 година в село Делжилер, Одеска област, Съветска Украйна в семейство на бесарабски българи.
Занимава се със свободна борба от 2000 г., като първоначално се състезава за Украйна, а след 2009 г. – за България. През 2013 г. е 2-ри в категория до 60 килограма на световното първенство в Будапеща и на европейското първенство в Тбилиси.
Участва в Лятната олимпиада в Рио де Жанейро през 2016 г., където губи двубоя за бронзоваия медал в категория до 57 кг срещу Хаджиазер Алиев от Азербайджан.